# Lipotriches chilwensis
Lipotriches chilwensis är en biart som först beskrevs av Cockerell 1939.  Lipotriches chilwensis ingår i släktet Lipotriches och familjen vägbin. Inga underarter finns listade i Catalogue of Life.